# شعب شان

العلم الخاص بشعب شان

شعب شان (بالشانية: တႆး، بالبورمية: ရှမ်းလူမျို، بالتايلنديَّة: ไทใหญ่ أو ฉาน) هي مجموعة إثنية (عرقيَّة) من شعوب التاي في جنوب شرق آسيا. يقطن شعب الشان بصورة رئيسية في ولاية شان في ميانمار، كما يعيش الشان في أجزاء من منطقة ماندالاي وولاية كاشين وولاية كاين والمناطق المجاورة في كل من الصين ولاوس وآسام (شعب آهوم) وتايلاند. يُقدَّر عدد شعب الشان بما يتراوح من أربع إلى ستة ملايين نسمة في ميانمار وليس هناك تعداد دقيق بسبب عدم إجراء أي إحصاء سكاني موثوق في البلاد منذ عام 1935. بينما يُقدّر كتاب حقائق العالم عدد شعب الشان في ميانمار بنحو خمسة ملايين نسمة. تعد مدينة تاونغيي عاصمة ولاية شان خامس أكبر مدن ميانمار حيث يبلغ عدد سكانها 390,000 نسمة، ومن المدن الأخرى في الولاية هناك هسيباو ولاشيو وكينغتونغ وتاتشيليك.

## اللغة والثقافة
يُمارس غالبية شعب الشان البوذيَّة التيرافاديَّة ويعد الشان من المجموعات الإثنية البوذيَّة الرئيسية في ميانمار إلى جانب كل من شعب البامار وشعب المون والراخين.
يتكلم معظم أفراد شعب الشان اللغة الشانيَّة كما يستطيعون تحدث البورميَّة. يتحدث اللغة الشانيَّة ما يتراوح من خمسة إلى ستة ملايين شخص وهذه اللغة قريبة من اللغتين التايلنديَّة واللغة اللاويَّة، وهي إحدى لغات عائلة لغات تاي. تنتشر اللغة الشانيَّة في ولاية شان وأجزاء عدة من ولاية كاشين، بالإضافة إلى أجزاء من إقليم ساجينغ في ميانمار. كما تنتشر في أجزاء من مقاطعة يُونَّان وفي أجزاء من شمال غرب تايلند ومنها مقاطعة ماي هونغ سون ومقاطعة تشيانغ مي. هنالك لهجتين رئيسيتين للغة الشانيَّة تختلفان عن بعضهما البعض بعدد من الطبقات (النغمات) الصوتيَّة: فلهجة هسنوي تشمل على ستة طبقات، في حين تشمل لهجة مونغناي على خمسة طبقات صوتيَّة. أمَّا بالنسبة للكتابة الشانيَّة فهي مأخوذة عن كتابة اللغة المونيَّة من خلال الكتابة البورميَّة.
يمتهن أعضاء شعب الشان تقليدياً زراعة الأرُزّ والتجارة والحرف اليدوية.
|  |  |  |  |

## وصلات خارجية
- الشعوب القبليَّة في ولاية شان (بالإنجليزية)
- القبائل والعشائر الشانيَّة وعاداتهم (بالإنجليزية)
- سيادة التقاليد الشانيَّة في بلدة تايلنديَّة شماليَّة (بالإنجليزية)